# Benjamin Sulimani
Benjamin Sulimani (Wels, 26 settembre 1988) è un calciatore austriaco, attaccante del Deutsch-Wagram.

## Biografia
Suo fratello maggiore è Emin Sulimani, calciatore professionista.

## Palmarès

### Club

#### Competizioni nazionali
- Erste Liga: 1

Admira Wacker M.: 2010-2011

### Individuale
- Capocannoniere della Erste Liga: 1

2010-2011 (19 reti)